# 1286
1286. је била проста година.

## Догађаји
- 6. јануар – Седамнаестогодишњи Филип IV Лепи крунисан је за краља Француске у Ремсу. Решава арагонски сукоб (видети 1285) и интензивира напоре својих претходника да реформишу и рационализују управљање краљевством. Филип истрајава у реформама, које јачају положај монархије у Европи. Габел – порез на со у облику државног монопола – постаје изузетно непопуларан и крајње неједнак, али опстаје до 1790. године.
- 20. март – Султан Абу Јусуф Јакуб ибн Абд ел-Хак умире након 28-годишње владавине у Алхесирасу. Наслеђује га син Абу Јакуб Јусуф ан-Наср, који постаје владар Маринидског султаната. Абу Јакуб склапа мировни споразум са Мухамедом II, насридским владаром Гранаде, уступајући све градове које је раније окупирао (осим Алхесираса и Тарифе). Након што је 28. маја потврдио мир са Кастиљом, оставља 3.000 људи на полуострву.
- Стари Пруси се насељавају у Самланду и покрећу устанак против тевтонске власти (уз подршку Кнежевине Риген). Пруси су поражени од стране Тевтонских витезова и приморани на покорност.
- Магарећи рат се води између ривалских племићких породица Гизи и Санудо, у Војводству Архипелага у Егејском мору.
- Гвелфска Република Сијена дозвољава прогнаним гибелинским побуњеницима да се врате у град.
- 19. март – Краљ Александар III погинуо је падом са коња код Кингхорна у Фајфу, остављајући краљицу Јоланду од Дреа нерођено дете и трогодишњу Маргарет као наследнике престола. Након Александрове смрти, Шкотском управљају племство и свештенство, познати заједно као Чувари Шкотске. Ово поставља темеље за Први рат за шкотску независност.
- Јун – Краљ Едвард I Дугоноги и краљица Елеонора од Кастиље путују у Француску. Тамо одају почаст Филипу IV Лепом и баве се другим пословима. Едвард путује по војводству Гаскоња и наређује обнову утврђења у региону (између 1286. и 1289. године).
- 4. јун – Петнаестогодишњи Хенри II испловљава са Кипра и искрцава се у Акри, али му је одбијен улазак у цитаделу. Тамо остаје шест недеља у палати како би преговарао о споразуму о преузимању града од Анжувинаца.[6]
- 15. август – Хенри II је крунисан за краља Јерусалима у Тиру. Након церемоније, враћа се у Акру на свечаности. Неколико недеља касније, Хенри се враћа на Кипар и поставља свог ујака Филипа од Ибелина за регента (баилифа).[7]
- Абу Хафс Умар I, владар Хафсидског султаната, преузима контролу над Беџајом и постаје ривал главног Хафсидског ентитета са седиштем у Тунису.
- У Лаоском краљевству Муанг Суа, краљ Панја Ленг је свргнут у државном удару који је предводио његов син, принц Панја Камфонг, а који је вероватно подржала монголска династија Јуан у Кини.
- Кублај-кан прави планове за коначну монголску инвазију на Јапан, али прекида припреме због недостатка потребних ресурса.

## Смрти
- Александар III Шкотски
- Ана Комнин Дука
- Архиепископ српски Јевстатије I

- Ерик V Дански